# Tapuio (Aquiraz)
Tapuio é um povoado do município brasileiro de Aquiraz, no litoral leste, próximo a cidade do Eusébio e o distrito de Camará e da Região Metropolitana de Fortaleza, no estado do Ceará. Pertence ao distrito de João de Castro e de acordo com o Instituto Brasileiro de Geografia e Estatística (IBGE), sua população no ano de 2010 era de 1.028 habitantes, sendo 538 mulheres e 490 homens, possuindo um total de 285 domicílios particulares.

## Significado de Tapuio
s.m. Bras. Nome usado antigamente pelos tupis para designar os gentios inimigos.
Indígena do Brasil, submetido aos brancos.
Índio bravio.
(AM) Índio manso ou mestiço de índio.
(BA) Mestiço trigueiro, com cabelos lisos de índio. (Var.: tapuia.)